# Dospey Heights
Die Dospey Heights (englisch; bulgarisch Доспейски възвишения Dospejski waswischenija) sind unvereiste Anhöhen auf der Livingston-Insel im Archipel der Südlichen Shetlandinseln. Auf der Ray Promontory der Byers-Halbinsel erstrecken sie sich über eine Länge von 6 km und eine Breite von 2,6 km vom Essex Point in südwestlicher Richtung.
Britische Wissenschaftler kartierten sie 1968, spanische 1993. Die bulgarische Kommission für Antarktische Geographische Namen benannte sie 2006 nach der Ortschaft Dospej im Südwesten Bulgariens.